# Equipagemeester

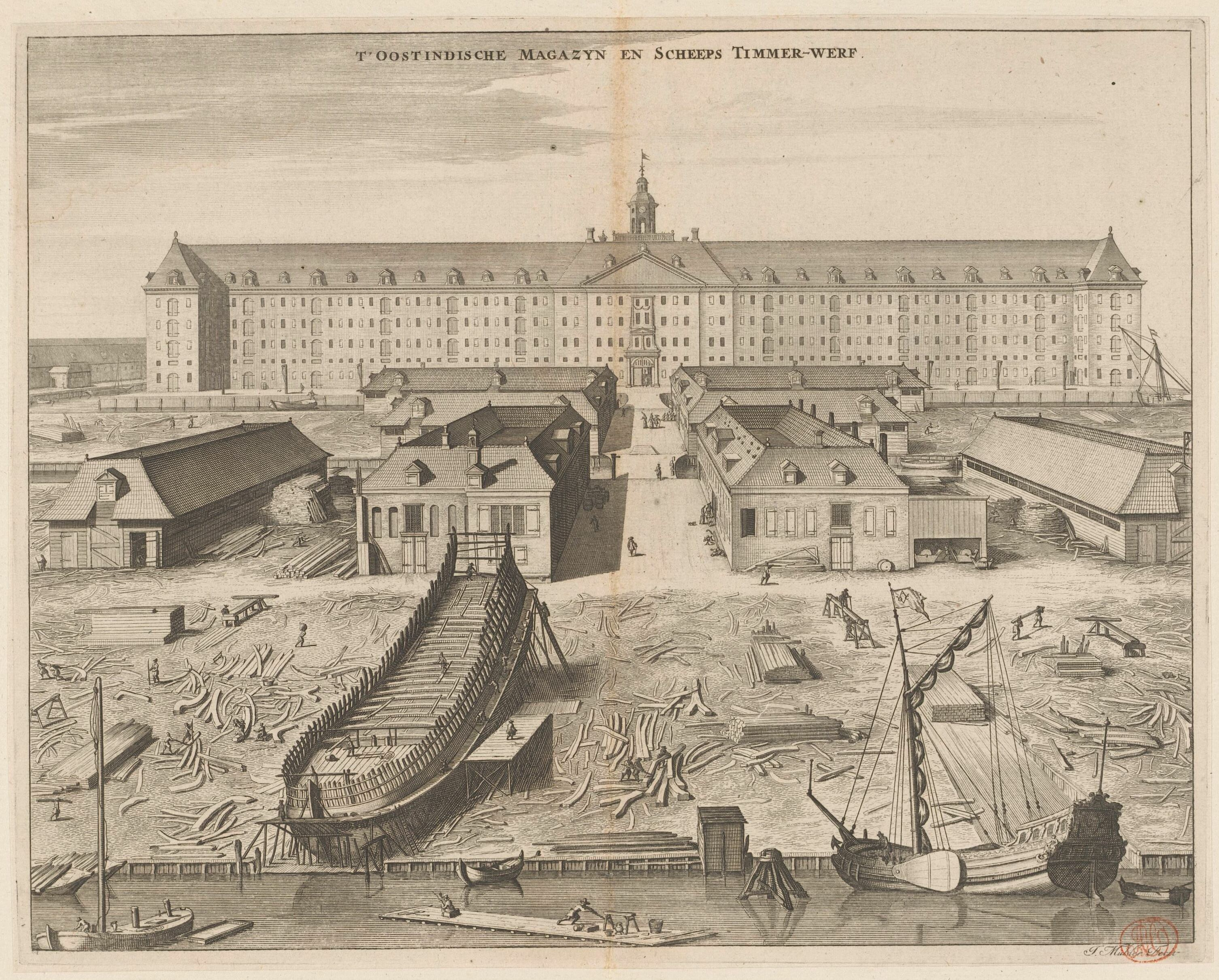
Het Oost-Indisch Zeemagazijn en de VOC-scheepswerf in Amsterdam.

Een equipagemeester voerde vroeger het beheer over de scheepsuitrustingen en -proviandering bij de marine of bij grote rederijen en handelsondernemingen die eigen scheepswerven bezaten. Zowel de vijf Admiraliteiten als de zes kamers van de VOC in de Republiek hadden eigen equipagemeesters. De VOC had ook equipagemeesters in plaatsen als Kaap de Goede Hoop, Colombo, Suratte, Hougli en Batavia. De taak van de equipagemeester was breed en veelzijdig, en betrof de inkoop van materialen en uitrustingen voor de schepen en voor de werf, voor de pakhuizen op de werf, de bemanningen en de administratie. Als equipagemeester werden altijd zeelieden aangesteld, vanwege hun kennis en ervaring met schepen, de zeevaart en het laden en lossen.

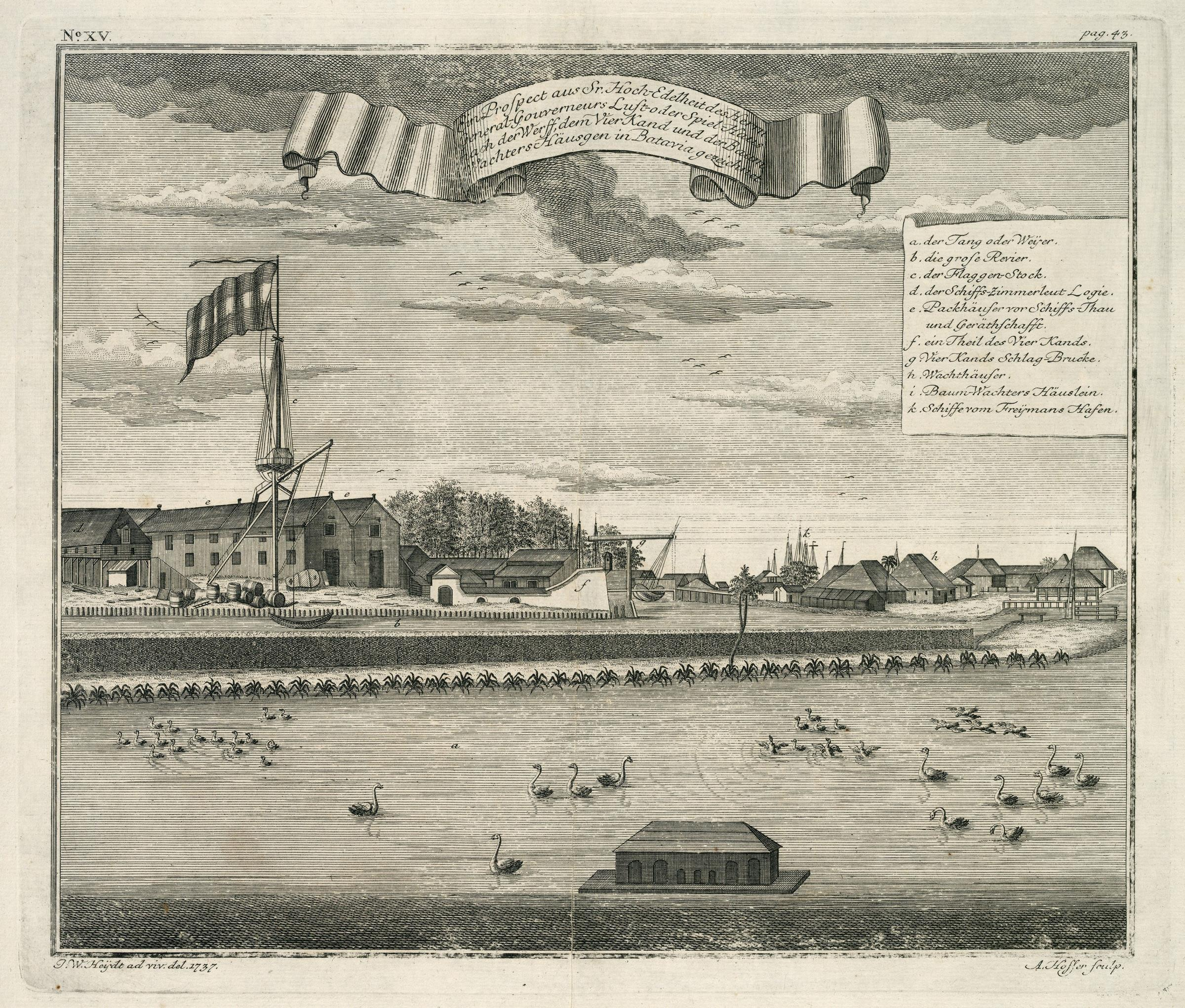
De scheepswerf van Batavia in 1737.

In Batavia bevond zich de opperequipagemeester van de VOC, ook wel equipagemeester-generaal genoemd. Pieter van Dam schreef in zijn Beschrijvinge van de Oostindische Compagnie van 1701: ‘Het werck van de equippagie tot Batavia en ‘t gene daaraan dependeert, is van een seer groten ommeslach’. Daarom waren de gouverneur-generaal en de Raad van Indië 'als een nodige saecke, gehouden een vigilant en trouw man daartoe te gebruycken'. De werf bevond zich tegenover Kasteel Batavia aan de overkant van de Ciliwung rivier. Er werkten honderden mensen, zowel vaklieden als matrozen en roeiers van de vele soorten vaartuigen. De opperequipagemeester was verantwoordelijk voor de hele rede van Batavia en voor het eiland Onrust, waar schepen hersteld werden, en de kleinere eilanden Kuiper en Edam, waar materialen en handelsgoederen werden opgeslagen. De opperequipagemeester in Batavia was een belangrijke functie met groot gezag. Als hij repatrieerde werd hij meestal aangesteld als commandeur van de retourvloot.

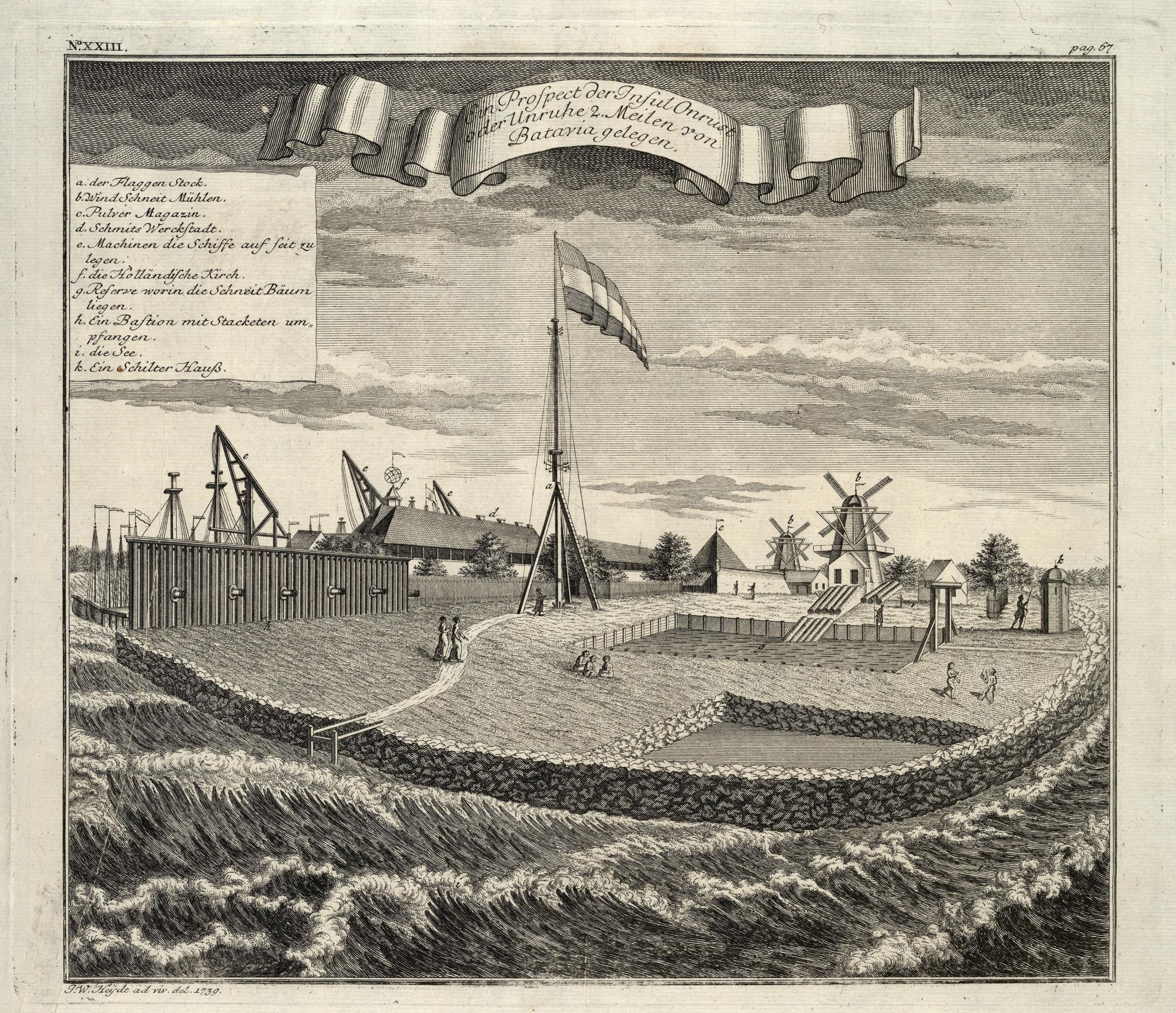
Het eiland Onrust, met werkplaatsen, zaagmolens, een waterbassin voor het wateren van gezaagde boomstammen, en kranen om schepen op hun zij te trekken voor het breeuwen.

Equipagemeester was vanwege de mogelijke bijverdiensten ook een zeer lucratieve functie. Die bijverdiensten konden illegaal zijn, zoals in het geval van steekpenningen of particuliere handel in compagnieproducten (morserij), maar ook legaal, zoals handel in producten waar de VOC zelf niet in handelde. Bovendien was het onder het beleid van gouverneur-generaal Van Imhoff vanaf 1745 voor het hogere personeel toegestaan om een hoeveelheid particuliere goederen mee te sturen met retourschepen. Een equipagemeester had hier veel gelegenheid voor, en de vrachtruimte was verhandelbaar. De ex-marine officier Jacob Pieter van Braam bijvoorbeeld, die zes jaar equipagemeester van de factorij in Hougli in Bengalen was, maakte volop gebruik van deze mogelijkheden, en dreef naast zijn werk voor de VOC ook particuliere handel. Hij keerde in 1776 als een rijk man terug in de Republiek.